# Dang Le Nguyen Vu

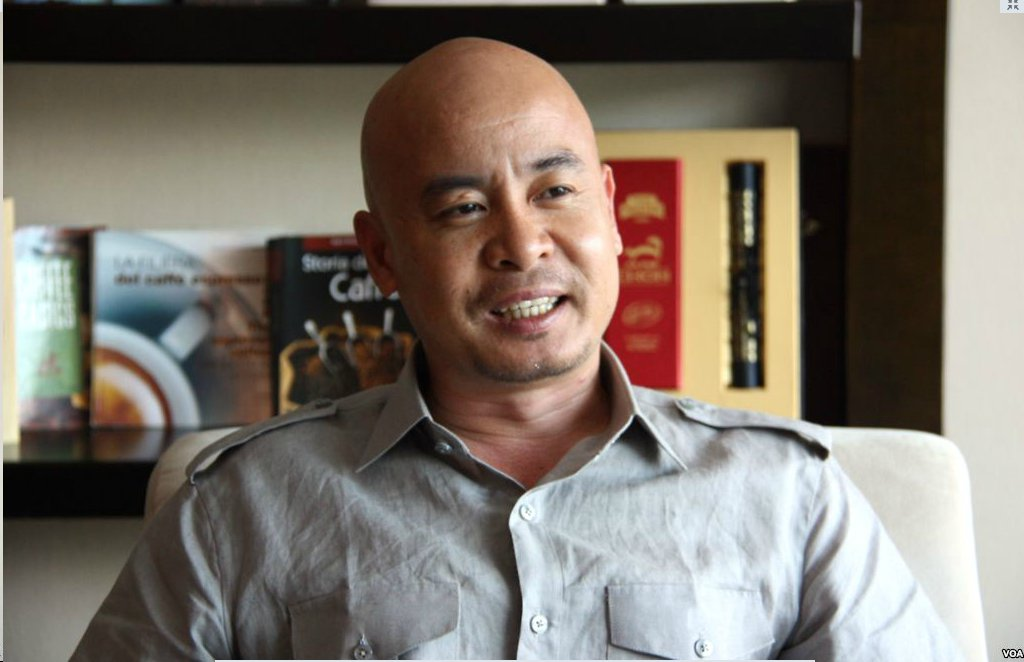
Dang Le Nguyen

Đặng Lê Nguyên Vũ, oder Dang Le Nguyen Vu (geb. 10. Februar 1971 in Nha Trang), besser bekannt als Chairman Vu oder Präsident Vu, ist ein vietnamesischer Unternehmer und Geschäftsmann. Er ist Gründer, Präsident und Generaldirektor der Trung Nguyên Group. Von Zeitschriften wie dem National Geographic und Forbes wurde er als Zero to Hero, Vietnam Coffee King oder Philosopher-King bezeichnet. Er ist auch ein Aktivist und Philanthrop.